# Église Saint-Côme-et-Saint-Damien de Saint-Côme-du-Mont
L'église Saint-Côme-et-Saint-Damien de Saint-Côme-du-Mont est un édifice catholique, du début du XIIe siècle, qui se dresse sur le territoire de l'ancienne commune française de Saint-Côme-du-Mont, dans le département de la Manche, en région Normandie.
L'église et le cimetière qui l'entoure sont classés au titre des monuments historiques.

## Localisation
L'église est située dans le bourg de Saint-Côme-du-Mont, au sein de la commune nouvelle de Carentan-les-Marais, dans la région naturelle du Plain, et le département français de la Manche.

## Historique
À cet endroit se dressait l'unique prieuré clunisien du Cotentin fondé au XIe siècle.
L'église qui date du début du XIIe siècle a subi de profondes modifications de structure au XIIIe siècle (croisée du transept) et surtout au XVe siècle (chapelles et collatéraux).

## Description
De l'édifice roman il subsiste la nef, l'abside, la façade ouest, le tympan de la porte du croisillon nord et le mur nord du chœur. En 1388, l'église est restaurée à la suite d'un incendie, et la tour est coiffée d'une flèche inspirée de celle de l'église Notre-Dame de Carentan. Au XVe siècle, on agrandit l'église en ajoutant au chœur, deux chapelles latérales de part et d'autre.
Le clocher carré flamboyant de la deuxième moitié du XVe siècle voit ses quatre faces occupées en partie sommitale par deux grandes et profondes baies ogivales, et se termine par une balustrade ajourée avec dans les angles et aux centres des côtés des pinacles. La flèche octogonale bâtie en retrait voit ses arêtes adoucies par un tore agrémenté de crochets, tout comme les pinacles.

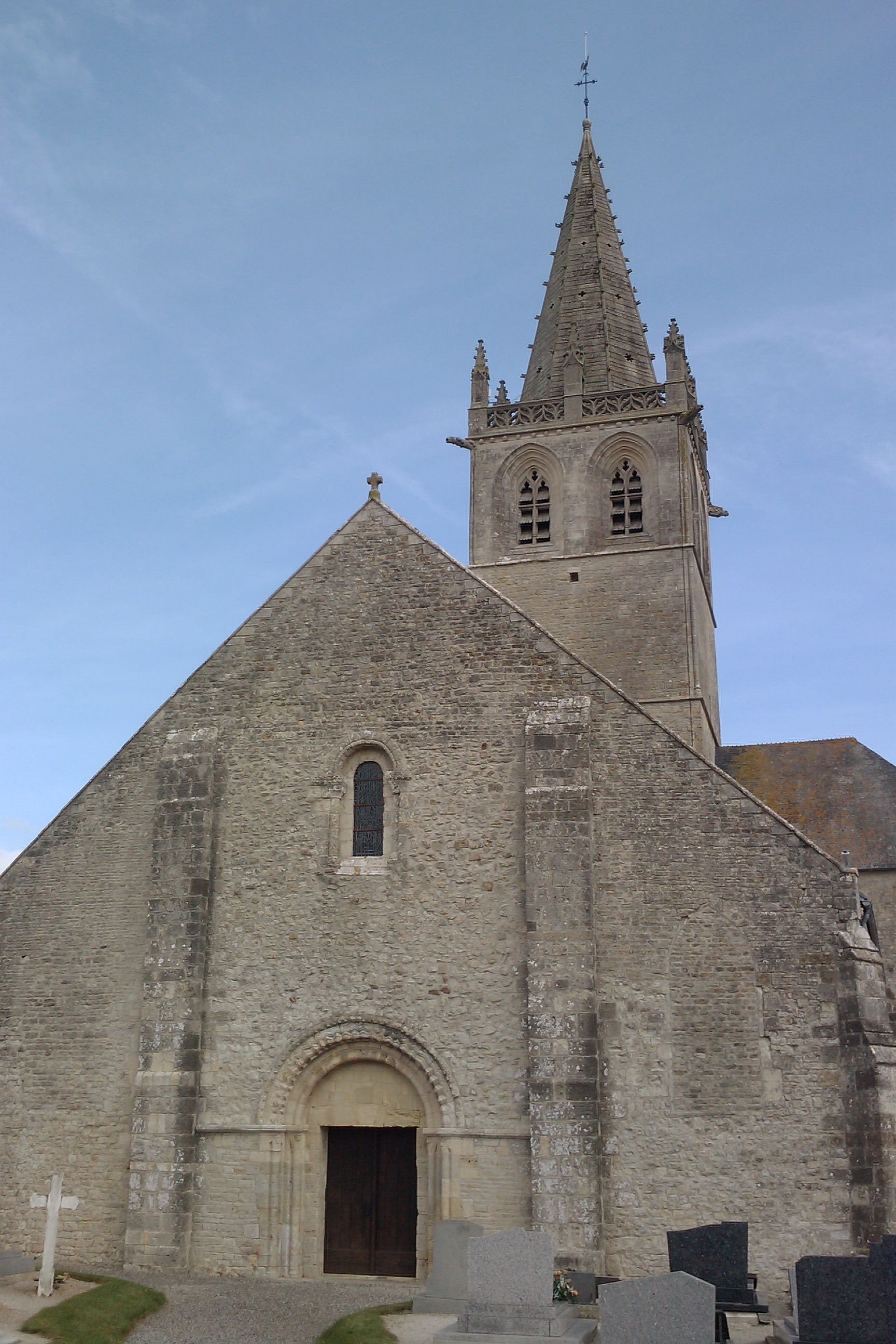
La façade occidentale.
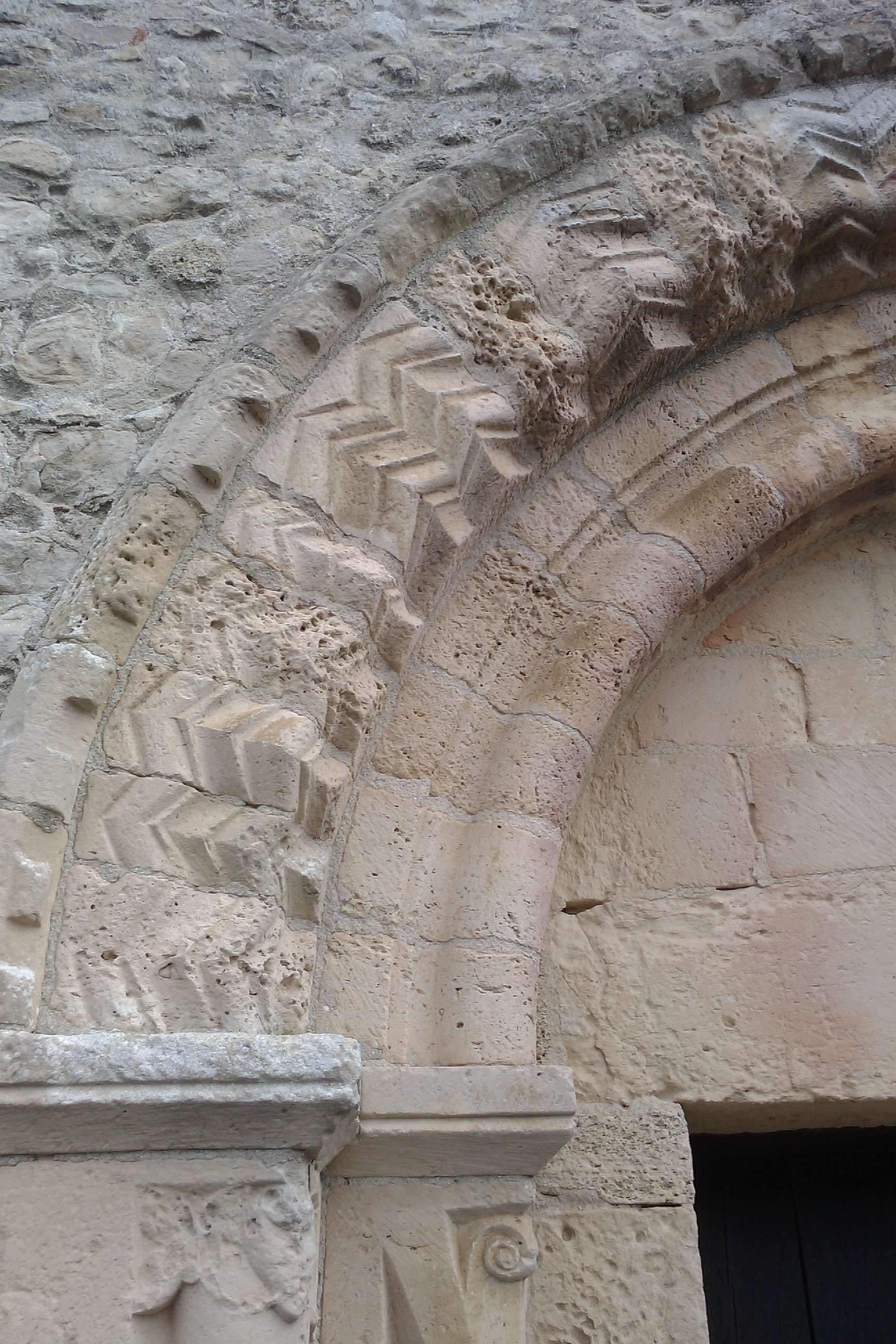
Archivolte du portail occidental.
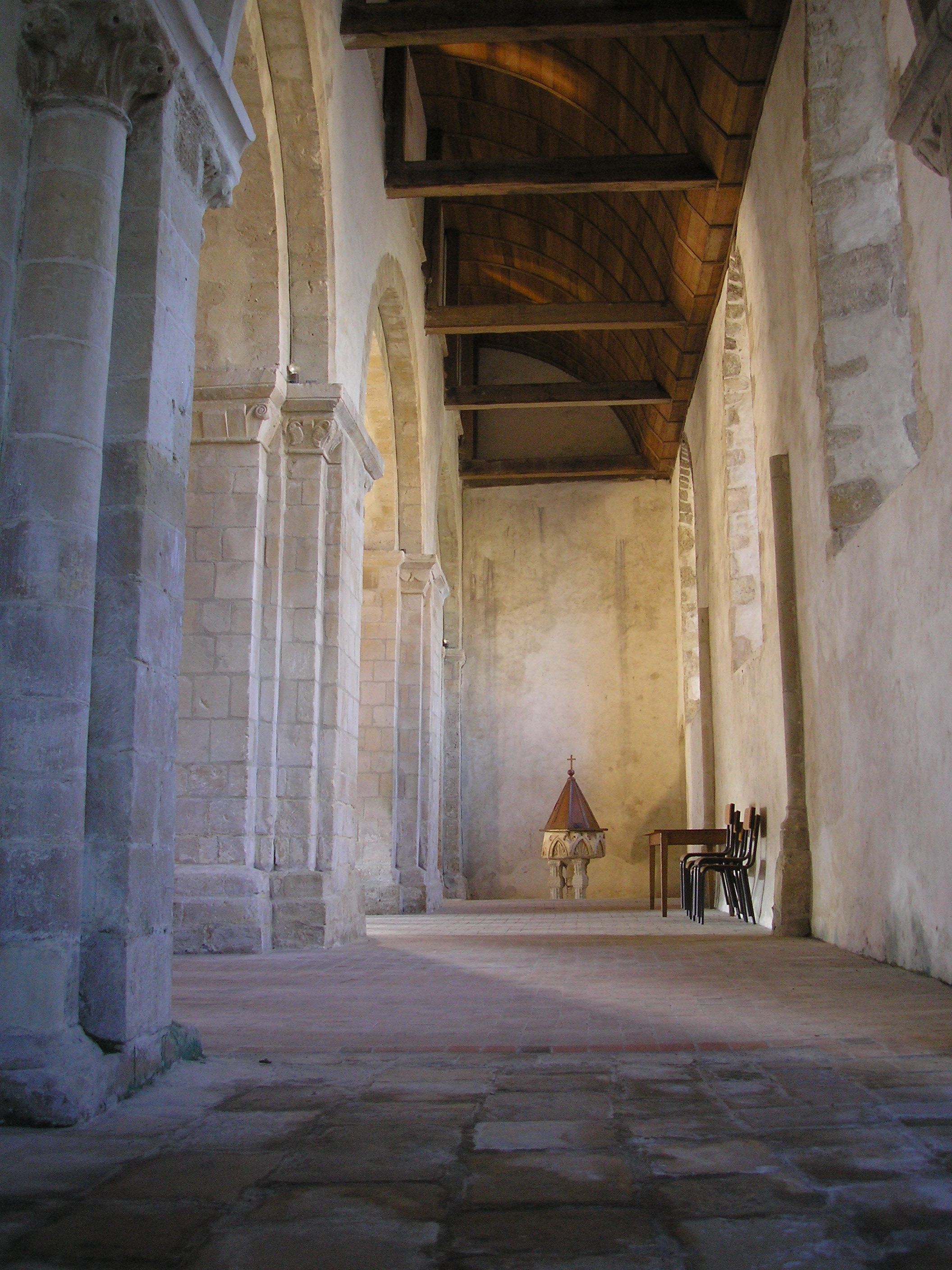
Bas-côté (l'allée des moines).

## Protection
L'église et le cimetière qui l'entoure font l'objet d'un classement au titre des monuments historiques par arrêté du 18 mai 1946.

## Mobilier
L'église abrite notamment des fonts baptismaux du XIVe siècle,, un bas-relief du XIIe siècle Le Renard et la Cigogne,, une chasuble réversible conçue à partir d'un parachute du XXe siècle. et un voile de calice du XVIIe siècle, qui sont classés au titre objet aux monuments historiques, ainsi qu'un bas-relief de la vie de saint Jean Baptiste du XVIe siècle.

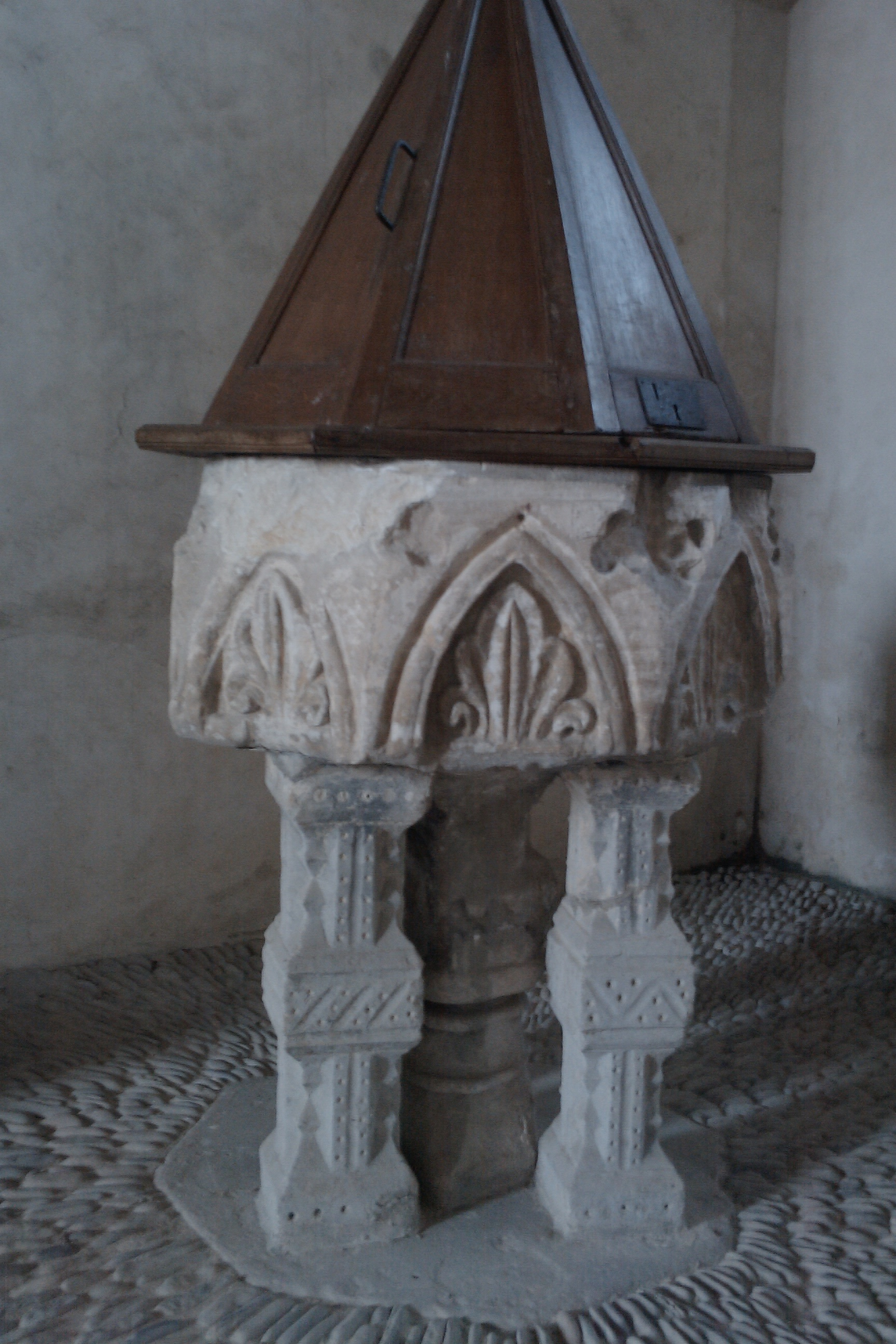
Les fonts baptismaux.
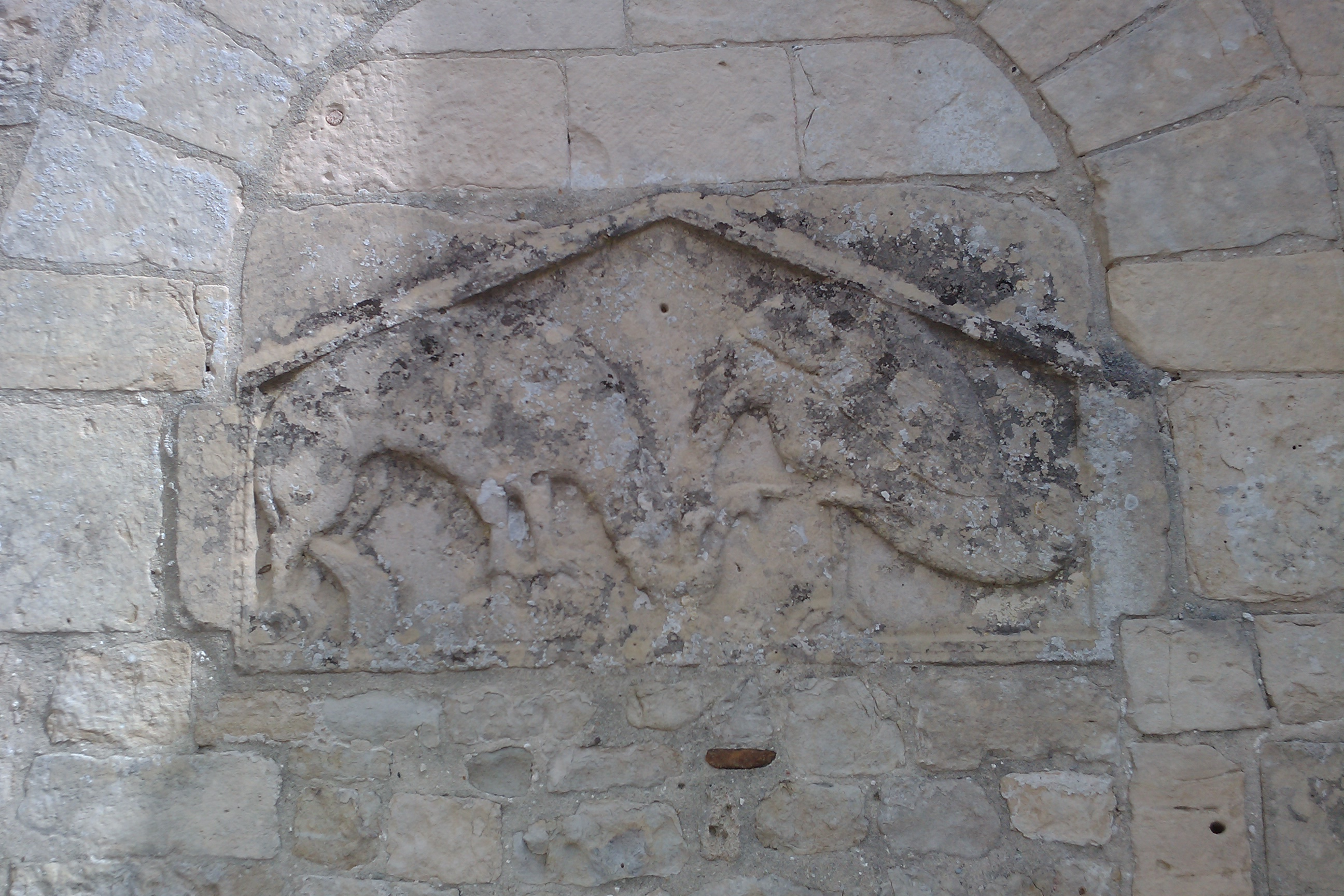
Le bas-relief Le Renard et la Cigogne.